# Aphanius mesopotamicus
Aphanius mesopotamicus is een straalvinnige vissensoort uit de familie van de eierleggende tandkarpers (Cyprinodontidae). De wetenschappelijke naam van de soort is voor het eerst geldig gepubliceerd in 2009 door Coad.